# Louis Begley
Louis Begley, nato Ludwik Begleiter (Stryj, 6 ottobre 1933), è uno scrittore statunitense d'origine polacca.

## Biografia
Ludwik Begleiter è nato nel 1933 a Stryj (allora facente parte della Polonia, oggi in Ucraina), figlio unico di un medico ebreo.
Rimasto con la sola madre in tenera età, è sfuggito all'Olocausto fingendosi ariano e, ricongiuntosi con il padre, è emigrato a New York dove ha cambiato nome in Louis Begley.
Laureato all'Università di Harvard e in seguito all'Harvard Law School, ha servito lo United States Army prima di lavorare molti anni come avvocato per un importante studio legale.
Ha esordito nella narrativa a 58 anni con il romanzo autobiografico Bugie di guerra, storia di un ragazzo ebreo che sopravvive nella Polonia occupata dai nazisti spacciandosi per cristiano, vincendo numerosi riconoscimenti letterari tra i quali il Prix Médicis étranger nel 1992.
Ha incrociato in due occasioni il mondo del cinema: la prima negli anni novanta con l'interessamento del regista Stanley Kubrick per il suo romanzo d'esordio (ma il progetto non si concretizzò in quanto Steven Spielberg lo batté sul tempo con Schindler's List), la seconda nel 2002 grazie al regista Alexander Payne che ha trasposto Parlando di Schmidt nell'omonimo film.

## Opere principali

### Romanzi
- Bugie di guerra (Wartime Lies, 1991), Milano, Bompiani, 1995 traduzione di Mario Biondi ISBN 88-452-2575-5.
- The Man Who Was Late (1993)
- As Max Saw It (1994)
- Mistler's Exit (1998)
- Shipwreck (2003)
- Matters of Honor (2007)
- Memories of a Marriage (2013)
- Killer, Come Hither (2015)
- Kill and Be Killed (2016)

### Trilogia Schmidt
- Parlando di Schmidt (About Schmidt, 1996), Milano, Il Saggiatore, 1997 traduzione di Luca Fontana ISBN 88-428-0458-4.
- Schmidt Delivered (2000)
- Schmidt Steps Back (2012)

## Adattamenti cinematografici
- A proposito di Schmidt, regia di Alexander Payne (2002) (soggetto)

## Premi e riconoscimenti
- Premio PEN/Hemingway: 1992 vincitore con Bugie di guerra
- Prix Médicis étranger: 1992 vincitore con Bugie di guerra
- Jeanette Schocken Prize: 1995
- Konrad Adenauer Foundation Literature Prize: 2000